# Without You I'm Nothing (canção)
"Without You I'm Nothing"é um single da banda britânica Placebo lançado em 1999. Faixa-título do segundo álbum do grupo, a versão do single conta com vocais adicionais de David Bowie. O single chegou ao n°79 nas paradas musicais francesas e ao n°52 nas australianas.

## Faixa
CD (Reino Unido)
1. "Without You I'm Nothing" (Single Mix) - 4:16
2. "Without You I'm Nothing" (UNKLE mix) - 5:08
3. "Without You I'm Nothing" (Flexirol mix) - 9:26
4. "Without You I'm Nothing" (BIR mix) - 10:53

CD (Europa)
1. "Without You I'm Nothing" (Single Mix) - 4:16
2. "Without You I'm Nothing" (UNKLE mix) - 5:08

Vinil de doze polegadas (Reino Unido)
1. "Without You I'm Nothing" (UNKLE mix) - 5:08
2. "Without You I'm Nothing" (Flexirol mix) - 9:26
3. "Without You I'm Nothing" (BIR mix) - 10:53